# Paco Delgado
Francisco Delgado López, más conocido como Paco Delgado (Arrecife, Lanzarote, 1965), es un diseñador de vestuario español. Ha estado nominado por la Academia en las categorías de Óscar al mejor diseño de vestuario en dos ocasiones: en el 85.º Premios Óscar por la película Los Misérables, y en la 88.º Premios Óscar por la película La chica danesa.
También se desempeña como profesor en la Escuela de Cinematografía y del Audiovisual de la Comunidad de Madrid.
En 2013 fue incluido en la lista de Los 50 homosexuales más influyentes de España de El Mundo, en el puesto 19.
En 2019, fue galardonado con el Premio UIMP a la Cinematografía, otorgado por la Universidad Internacional Menéndez Pelayo.

## Filmografía
- John Wick: Chapter 4 (2023)
- Muerte en el Nilo (2021)
- Jungle Cruise (2021)
- A Wrinkle in Time (2018)
- Abracadabra (2017)
- Múltiple (2016)
- Grimsby (2016)
- La chica danesa (2015)
- The 33 (2015)
- Las Brujas de Zugarramurdi (2013)
- Los miserables (2012)
- Blancanieves (2012)
- La piel que habito (2011)
- Balada triste de trompeta (2010)
- Biutiful (2010)
- Una hora más en Canarias (2010)
- Plutón BRB Nero (TV, 2008-2009)
- Sexykiller, morirás por ella  (2008)
- Los crímenes de Oxford (2008)
- Arritmia (2007)
- Cheetah Girls 2 (2006)
- Los aires difíciles (2006)
- Reinas (2005)
- Crimen ferpecto (2004)
- La mala educación (2002)
- 800 balas  (2002)
- La comunidad (2000)

## Premios y distinciones
Premios Óscar
| Año  | Categoría                 | Película        | Resultado |
| ---- | ------------------------- | --------------- | --------- |
| 2013 | Mejor diseño de vestuario | Les Misérables  | Nominado  |
| 2016 | Mejor diseño de vestuario | La chica danesa | Nominado  |